# Gaylussacia jordanensis
Gaylussacia jordanensis é uma espécie de plantas da família das ericáceas. Esta espécie é endêmica do Sudeste do Brasil.

## Distribuição
Esta espécie é endêmica do Brasil, ocorre nos estados de Minas Gerais, São Paulo e Rio de Janeiro.